# Božena Volić
Božena Volić (Zagreb, 27. svibnja 1949.), hrvatska književnica iz Bosne i Hercegovine

## Životopis
U djetinjstvu s obitelji doselila je u Travnik, u kojem je završila osnovnu i srednju školu, a u Sarajevu Pedagošku akademiju. Cijeli radni vijek radila kao učiteljica razredne nastave. Objavila je knjige svih žanrova. U djelima posebnu pozornost posvećuje dječjim čitateljima.
Redovno piše kratke priče za Glasilo za informiranje HKD "Napredak" u Travniku, suradnik je Lista za sretno djetinjstvo "Cvitak" iz Međugorja,  pisala je i za dječji list "Palčić" u Sarajevu.

## Djela
- "Kaži igrokazom" (2004., igrokazi za djecu)
- "U zagrljaju katedrale" (2005., dramski tekst)
- "Istinu ne možeš skriti" (2006. , dramski tekst)
- "Crvenkapac" (2009., priče i igrokazi za djecu)
- "Mravac" (2010., dramski tekst)
- "Aždaja Triton" (2011. legenda)
- "Na krilima riječi" (2011., priče i igrokazi za djecu),
- "Legende i priče središnje Bosne" (2013., legende i priče; "Kameni krinovi" i "Izgubljeno kraljevstvo")[2]
- "Tajna starog grada Travnika" (2014., priča)
- "Jadranski mirakul" (2015., slikovnica za djecu)
- "Robi" (2016., roman za tinejdžere)
- "Iskra" (2017., slikovnica za djecu)
- "Mirna Bosna" (2018.,  priče)
- "Kraljičin izbor" (2019., roman)
- "Istok" (2020.,  roman)
- "Vretenca" (slikovnica, izdata u RH 2021.)
- "Zrnca mudrosti" (2021.,  basne)
- "Travnička trilogija" (2021., pripovijetke, poezija, dramski tekstovi)
- "Bosanski kod" (2022., roman)
- „Poetski akvarel” (2023., zbirka poezije)
- „Tir i Tori” (2024., slikovnica)
- „Dječji svijet sreće” (2024., knjiga: poezija, pripovijetke, igrokazi)

Zastupljena je u antologiji Izbor priča hrvatskih pisaca za djecu u Bosni i Hercegovini, 2006., priredio Željko Ivanković.

## Nagrade
- Povelja 2010. Sarajevo,

P. Erich von Brandis
- Književna nagrada "Krešimir Šego" za 2020. g.

Na 45. Međunarodnom dječjem festivalu u Šibeniku, 26. lipnja 2005. god. izvedena je predstava "Crvenkapac" Božene Volić.